# Heinrich Schmalbach
Heinrich Schmalbach IV. (* 5. November 1838 in Crainfeld; † 16. Oktober 1909) war ein hessischer Politiker (Hessischer Bauernbund) und Abgeordneter in den Hessischen Landtag. Er wurde als Sohn des Bürgermeisters und Gastwirts Heinrich Schmalbach II. und seiner Frau Anna Maria geb. Ruhl geboren. Im Jahr 1859 heiratete er Anna Maria Hofmann aus Crainfeld.

## Politik
Im Jahr 1876 wurde Heinrich Schmalbach IV. zum Bürgermeister von Crainfeld gewählt und sollte dieses Amt 33 Jahre lang, bis zu seinem Tod, innehaben. Als Bürgermeister verantwortete er wichtige Infrastrukturprojekte in Crainfeld, wie den Bau der Wasserleitung 1895, der ersten in einem Dorf im hohen Vogelsberg, und den Neubau der Schule 1907.
Er war Mitglied des Hessischen Bauernbundes. Für diesen wurde er ebenfalls 1876 als Abgeordneter für den Wahlkreis Herbstein-Ulrichstein in die zweite Kammer der Landstände des Großherzogtums Hessen gewählt. Ihr gehörte er, mit einer Unterbrechung, zunächst bis 1884 an. Im Jahr 1896 wurde er erneut in den Landtag gewählt. Im Landtag wurde er 1899 zum 2. Schriftführer und ab 1900 zum 1. Schriftführer der zweiten Kammer gewählt.
Gemeinsam mit seinen oberhessischen Mitabgeordneten Sebastian Weidner (Herchenhain) und Wilhelm Erk (Nidda) setzte er sich für den Weiterbau der Vogelsbergbahn zwischen Lauterbach und Gedern ein.